# Natália Guimarães
 (septembre 2014).
Si vous disposez d'ouvrages ou d'articles de référence ou si vous connaissez des sites web de qualité traitant du thème abordé ici, merci de compléter l'article en donnant les références utiles à sa vérifiabilité et en les liant à la section « Notes et références ».

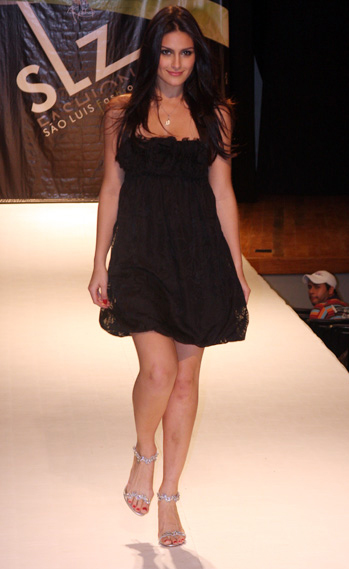
Natália Guimarães

Natália Aparecida Guimarães, née le 25 décembre 1984 à Juiz de Fora, est une actrice et animatrice de télévision brésilienne. Elle a été élue Miss Brésil 2007, puis 1re dauphine de Miss Univers 2007.

## Biographie

### Jeunesse et études
Natália Guimarães est née le 25 décembre 1984 à Juiz de Fora, au Brésil. En raison de sa naissance le jour de Noël, Ses parents l'ont prénommée Natália qui signifie en portugais, "Naissance" et fait référence la date de naissance de Jésus Christ. Le choix de son second prénom, Aparecida est un hommage à Notre-Dame d'Aparecida.
Natália Guimarães naît avec six doigts à chaque main. Elle a hérité de cette malformation génétique de son père, porteur du gène. Comme son père, elle a reçu une intervention chirurgicale pour lui retirer sa polydactylie.
Elle commence sa carrière de mannequin à l'âge de 15 ans, en travaillant pour l'agence Ford Model.
Avant de commencer sa carrière, elle avait passé une audition pour décrocher un rôle dans la télénovela brésilienne Estrela-Guia, mais son père la dissuade, préférant qu'elle continue ses activités dans le mannequinat. En 2003, elle s'inscrit à l'université pontificale catholique du Minas Gerais où elle étudie l'architecture et l'urbanisme. Au moment de l'élection de Miss Brésil 2007, elle interrompt ses études universitaires après avoir été élue Miss Minas Gerais afin de consacrer pleinement son temps aux concours de beauté. Elle annonça que sa vocation pour être architecte est due à l'architecte brésilien Oscar Niemeyer dont elle souhaite suivre l'exemple, étant une source d'inspiration pour elle.

### Année de Miss Brésil

#### Candidature au titre de Miss Brésil
Résidant à New York, Natália Guimarães séjourne au Brésil afin d'obtenir un visa auprès du consulat américain. Lors de son séjour, elle rencontre le propriétaire d'une agence de mannequins, qui lui demande si elle est intéressée de participer au concours Miss Minas Gerais. Cependant, contrairement à leur proposition de départ, les organisateurs du concours l'invitent à participer à un concours de beauté international plutôt que régional. Elle concourt ainsi à l'élection de Miss Intercontinental 2006 à Nassau, aux Bahamas où elle se classe parmi les douze demi-finalistes. Elle gagne aussi le prix de Miss Photogénique.
Représentante de la ville de Belo Horizonte, Natália Guimarães remporte le titre de Miss Minas Gerais 2007 le 2 décembre 2006 à Divinópolis, dans l'État de Minas Gerais. Ce titre lui permet de participer à l'élection de Miss Brésil 2007. Elle est la sixième lauréate originaire de Belo Horizonte après la victoire de Silvânia da Silva Lisboa en 1975. 
En février 2007, elle remporte le titre de Top Model of the World 2006 à Kunming, en Chine. Elle devient ainsi la première brésilienne à remporter le titre de Top Model of the World.

#### Victoire
Le 14 avril 2007, Natália Guimarães est élue Miss Brésil 2007 à 22 ans parmi 27 prétendantes à la salle d'exposition Viva Rio, à Aterro do Flamengo. Elle succède Rafaela Zanella, Miss Brésil 2006. Elle fait gagner son 8e titre à l'État de Minas Gerais, 10 ans après la victoire de Nayla Micherif en 1997.
Quatre jours plus tard, elle réalise sa première activité en tant que Miss Brésil au niveau international à laquelle elle est invitée au bal du carnaval brésilien de Toronto. Son voyage au Canada était prévu avant qu'elle soit élue Miss Brésil, car sa présence était garantie pour avoir remporté un autre concours de beauté, celui de Top Model of the World.
En mai, elle figure en seconde place derrière la vénézuélienne Ly Jonaitis parmi les favorites de l'élection dans le classement des deux agences de paris, Paddy Power et Dialabet.

#### Élection de Miss Univers 2007
Natália Guimarães représente le Brésil à l'élection de Miss Univers 2007 au Auditorio Nacional de Mexico, au Mexique le 28 mai 2007. Elle termine 1re dauphine de Miss Univers 2007, Riyo Mori.  
La victoire de Miss Japon a suscité une vague d'indignations parmi les internautes du réseau social Orkut. Elle serait le fruit d'un complot manœuvré par les politiques pour favoriser la victoire du Japon. Les internautes dénoncent une dominance de l’Asie dans le classement finale, dans le jury ainsi que pour la remise des prix qui ont été majoritairement attribués à des représentantes asiatiques. Natália Guimarães réagit, se déclarant être satisfaite de sa deuxième place et qu'elle ne souhaitait en aucun cas qu'on remette en question sur son titre si elle avait remportée le concours.  

## L'Après Miss Brésil
Le 13 juillet 2007, Natália Guimaraes assiste à la cérémonie d'ouverture des Jeux panaméricains à Rio de Janeiro avec la délégation brésilienne et a tenu le drapeau national à l'occasion.
Quelques mois après l’obtention de Miss Brésil a également participe de la télé-réalité Dança pas Gelo (la «danse sur glace», une version de patinage de glace de Dancing with the Stars).
En février 2008, Natália est apparu comme la Reine pour l'école de samba Unidos de Vila Isabel dans le défilé de carnaval à Rio de Janeiro, au Brésil. [2] Plus tard, elle a recueilli un premier rôle important dans une telenovela, comme Ariane Caminhos faire Coração et dans sa suite, Os Mutantes: Caminhos do Coração, à la fois diffusé sur Rede Record.
En 2009, Natália dépeint un rôle mineur dans Bela, un partenariat Feia, tenue de Televisa version brésilienne sur la base mexicain La Fea Mas Bella. Sur cette telenovela, le personnage de Natalia a été retrouvé mort sur une plage.
Depuis janvier 2010, Natália est l'hôte du segment de Belo Horizonte de magazine national de Hoje em Dia matin.
Le 8 août 2013, elle donne naissance à des jumelles Maya et Kiara avec son compagnon Leandro Scornavacca.